# ムルロ
ムルロ (伊: Murlo) は、イタリア共和国トスカーナ州シエーナ県にある、人口約2,500人の基礎自治体（コムーネ）。

## 地理

### 位置・広がり

#### 隣接コムーネ
隣接するコムーネは以下の通り。 括弧内のGRはグロッセート県所属を示す。
- ブオンコンヴェント
- チヴィテッラ・パガーニコ (GR)
- モンタルチーノ
- モンテローニ・ダルビア
- モンティチャーノ
- ソヴィチッレ

### 気候分類・地震分類
ムルロにおけるイタリアの気候分類 (it) および度日は、zona D, 1846 GGである。
また、イタリアの地震リスク階級 (it) では、zona 3 (sismicità bassa) に分類される。

## 行政

### 分離集落
ムルロには以下の分離集落（フラツィオーネ）がある。
- Bagnaia, Casciano, La Befa, Montepescini, Vescovado